# 10403 Marcelgrün
10403 Marcelgrün là một tiểu hành tinh vành đai chính với chu kỳ quỹ đạo là 1227.1100934 ngày (3.36 năm).
Nó được phát hiện ngày 22 tháng 11 năm 1997.